# 格利泽581e
格利泽581e（英语、德语、法语；为德语，汉译格利泽，发音为/ˈɡliːzə/）是迄今发现的第四颗围绕M3V型红矮星格利泽581运转的行星，属于太阳系外行星，位于天秤座，距离地球大约20.5光年。该行星的质量至少为地球的1.9倍，是迄今发现的围绕太阳系外恒星运转的最小的、同时也是质量最接近地球的太阳系外行星。不过它的轨道距离其母星只有0.03个天文单位，远离适居带；同时由于高温、过小的体积和来自恒星的强烈辐射，它也不大可能拥有大气层。

## 发现
格利泽581e是由瑞士日内瓦大学日内瓦天文台的天文学家米歇爾·麥耶（来自瑞士法语区沃州）所带领的团队使用欧洲南方天文台在智利拉西拉天文台的3.6米望远镜的高精度徑向速度行星搜索器（简称）发现的。马约尔等人于2009年4月21日在英国赫特福德大学举行的新闻发布会上公布了这一发现，并称这一发现证明“天文学家们在寻找类地行星过程中正取得进展”。麥耶的竞争对手、美国加利福尼亚大学的傑佛瑞·馬西则表示新发现“绝对非凡”，是在寻找类地行星的过程中迈出的重要一步，新发现显示相似体积的行星能自然形成，在太阳系外可能存在大量类似的行星。
马约尔的团队使用了视向速度技术，该技术通过测量在万有引力作用下，行星对其母星轨道的微小扰动以确定该行星的轨道大小和质量。

## 概述
格利泽581e是天文学家们迄今发现的350枚太阳系外行星中体积最小的一颗，只有地球的1.9倍，这意味着它可能是类地行星，其表面可能像地球般充满岩石，而不像木星或土星等类木行星那样充满了气体。
不同于处于同一行星系（即格利泽581行星系）的可能存在生命的格利泽581c，格利泽581e围绕的公转周期仅约3.15天，因此它的轨道非常接近格利泽581恒星，几乎可以确定它是一个炽热的行星，位处适宜居住区以外，无法像地球那样孕育生命。而处于同一行星系内的另一颗行星格利泽581d在2009年4月的观测中已被证实位于适居带内。它的质量是地球的8倍，是一颗超级地球。

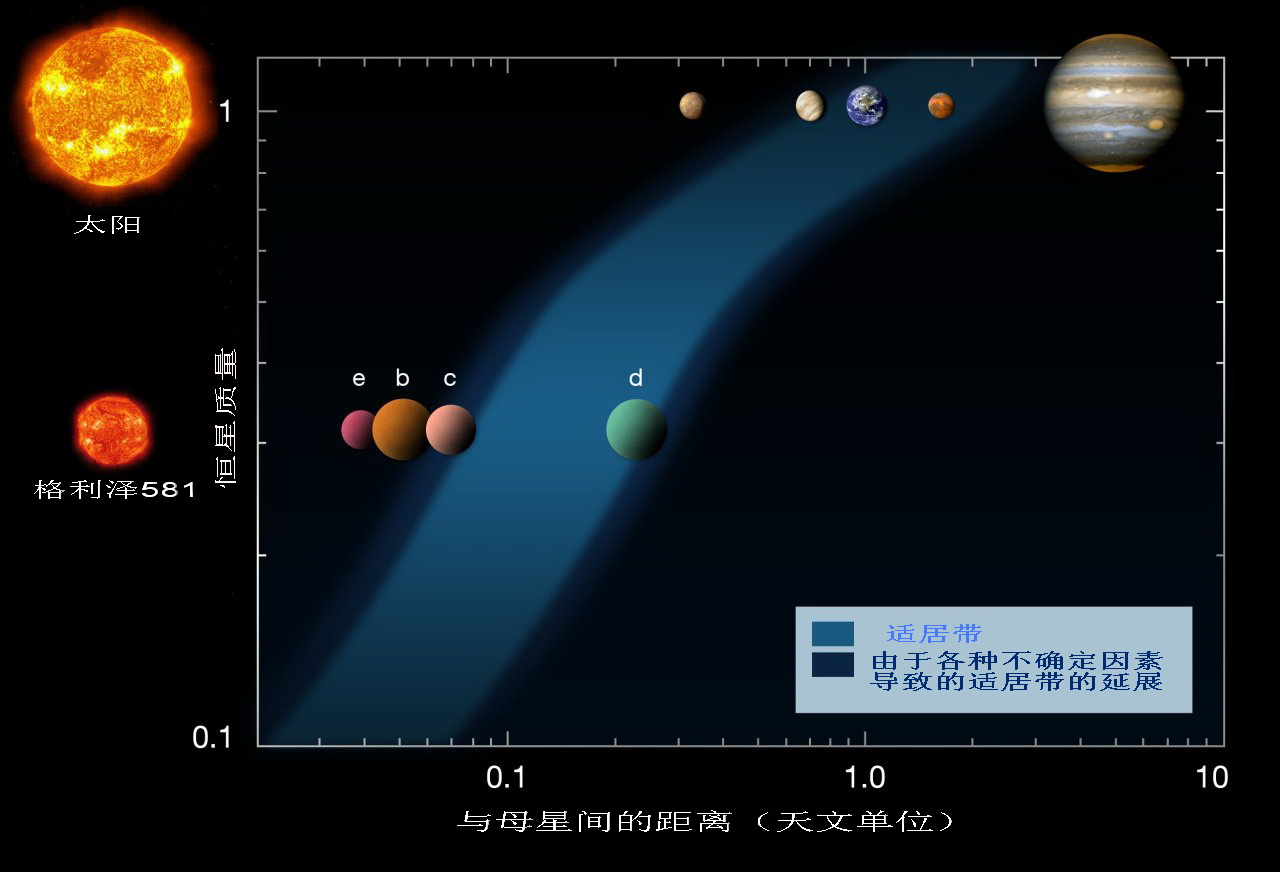
如图所示，格利泽581e位于适居带之外。